# Al-Badrusiyah

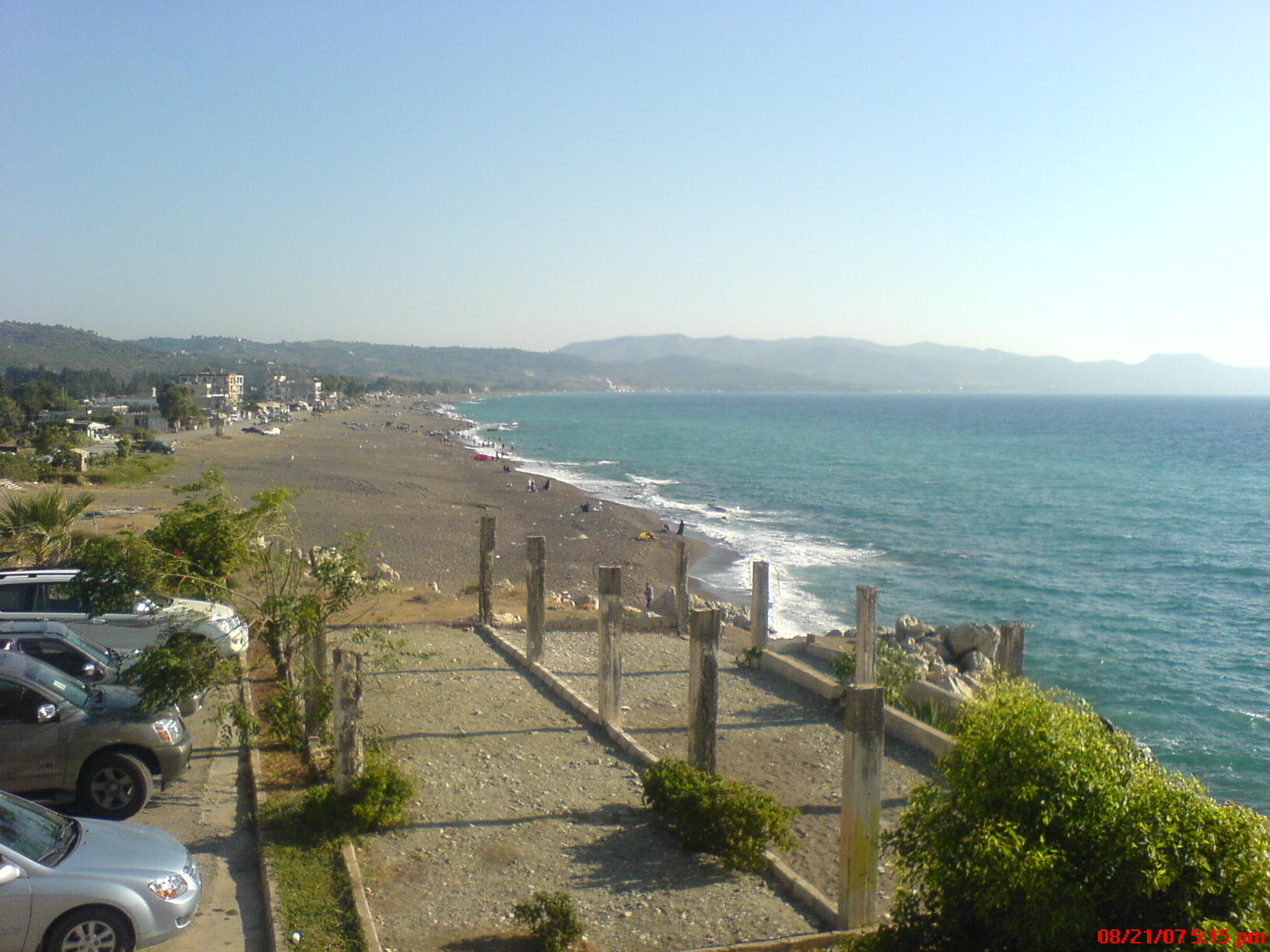
Bãi biển Badrusiyeh

Al-Badrusiyah hoặc El-Badrusiyeh (tiếng Ả Rập: البدروسية) là một thị trấn ở phía tây bắc Syria, một phần hành chính của Tỉnh Latakia, nằm ở phía bắc Latakia.
Vào cuối tháng 3 năm 2014, các cuộc đụng độ giữa quân đội chính phủ và phe đối lập trong cuộc Nội chiến Syria đã diễn ra tại Al-Badrusiyah.